# 八嘎

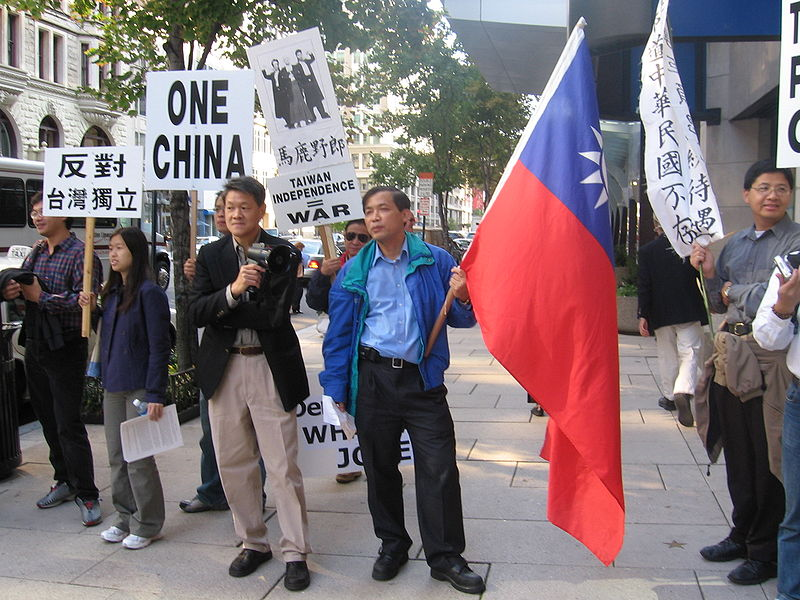
2005年，反對臺灣獨立的示威者在華盛頓街頭高舉下方寫有“馬鹿野郎”的李登輝照片

八嘎（日语：／／ baka），意为笨蛋，是日语詈語。現代日文漢字常作“马鹿”，歷史上也有“莫迦”、“破家”等寫法。而男性的說法又有馬鹿野郎（日语：／ baka yarō，意爲笨蛋混帳），漢語通常音譯作“八格牙路”、“八格牙鲁”、“八塊鴨肉”，粵語音近“八加廿六”。

## 历史
馬鹿的字樣始見於日本南北朝时代，《太平記》在1342年记录了詈語“馬鹿者”。足利氏武將土岐賴遠拒尊退位的光嚴天皇——“賴遠可能是喝醉了，大声谴责什么笨蛋（馬鹿者）鲁莽地让他下马”。根据卡尔的说法：“新村发现最先版本（十四世纪）的《太平记》将写为。”
文明时代版本的《節用集》词典将記作馬鹿，或写成母嫁、馬嫁或破家，意思是狼藉。
许多日本古典都使用。例如，《甲陽軍鑑》将写为馬嫁。井原西鶴的《好色一代男》，即浮世草子名篇，也将写为馬鹿。
當代日本網路用語中，甚至也有「驫麤（分別為「馬」與「鹿」的疊字）」的延伸用法。

## 词源

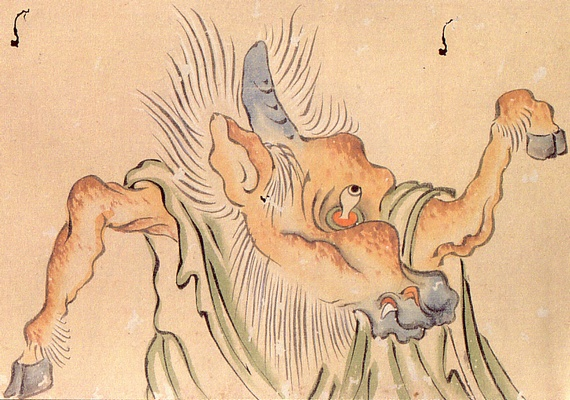
《百鬼夜行繪卷》1832年的馬鹿画像

虽然馬鹿的来源不明，但日本学者根据各种语源学和民间语源发现最常见的两种来自漢文和梵语外来语。
第一，最古老的民間說法，是馬鹿是源於中國歷史「指鹿为马」的成語典故。 这一词源首先出现在《運步色葉集》，其中馬鹿指“指鹿曰馬”。《史记》中记载：
赵高欲为乱，恐群臣不听，乃先设验，持鹿献于二世，曰：“马也。”二世笑曰：“丞相误邪？谓鹿为马。”问左右，左右或默，或言马以阿顺赵高。或言鹿（者），高因阴中诸言鹿者以法。后群臣皆畏高。
馬與鹿截然不同，卻愚昧到無法辨認，故以「馬鹿」稱笨蛋。
日本习语中第一出现的是11世纪小说《源氏物语》。
……暴怒：“失宠之人难以果腹。现在他住在豪宅裡说我们的坏话。不难想象卑躬屈膝的家伙们都跟他说鹿是匹马。
第二，梵語稱“癡”为，日本佛教中僧侶用以罵弟子執迷不悟之語，可以用漢字表示為「馬鹿」、「莫加」、「破家」等，後多以「馬鹿」用以指責不肖弟子，此為學界主流之說。

## 用途

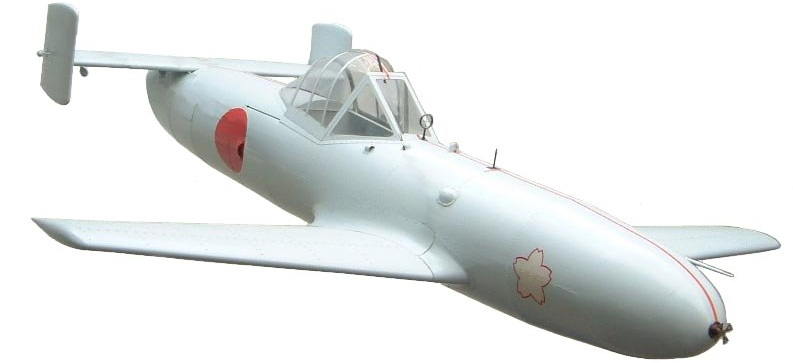
美国水兵戏称为“马鹿弹”的MXY-7櫻花特別攻擊機

此語詞由於日本人使用的情形相當普遍，意義因用者、受者、語境而異。需要注意的是，“马鹿”或“马鹿野郎”未必是真要痛骂他人时才使用，有时也用在揶揄或撒娇的场合。一般来说，在关东地区用在揶揄（或“取笑”）程度的情形较多，但在关西地区则是真要痛骂他人时才使用；与“马鹿”相反，另一句日语中常见的骂人话“阿呆”在日本关西地区多为调侃之意，而在关东地区则带有侮辱性。由此可看出地域性的差异。
此外，第二次世界大战期间日本神风特攻队使用的MXY櫻花機亦被美国水兵称为“马鹿弹”（英語：baka bombs，或曰“笨弹”），这一说法的最早记载出现在1945年5月7日的《新闻周刊》中。